# Scotophilus robustus
Scotophilus robustus es una especie de murciélago de la familia Vespertilionidae.

## Distribución geográfica
Es endémica de Madagascar.